# Edward Burden
Pour les articles homonymes, voir Burden.
Edward Burden, Né à Durham en 1540 et mort à York le 29 novembre 1588 est un prêtre martyr catholique anglais arrêté et exécuté sous le règne d'Élisabeth Ire.

## Biographie
Né dans une famille anglaise passée à l'Anglicanisme, il est étudiant au Corpus Christi College (Oxford) lorsqu’il se convertit au catholicisme dans des circonstances inconnues. Il décide secrètement de se rendre sur le continent afin de devenir prêtre catholique. Avec se projet il s'inscrit au Collège anglais de Douai où il étudie la théologie et est finalement ordonné prêtre en 1584 à Reims.
En 1586 il retourne en Angleterre et officie comme prêtre catholique dans le Yorkshire. Il est rapidement repéré, arrêté, emprisonné, soumis à la torture. Il est condamné à mort en compagnie d'un autre prêtre catholique lui aussi arrêté John Hewett. Il subit le supplice réservé aux traîtres à savoir pendaison, éviscération et écartèlement.

## Vénération
Déclaré bienheureux par Jean-Paul II en 1987, Edward Burden est l'un des quatre-vingt-cinq martyrs d'Angleterre et de Galles béatifiés par ce dernier et vénéré par l'Église catholique le 29 novembre en compagnie de John Hewett.